# Inge Meyer
Inge Meyer (* 18. Januar 1929 in Magdeburg; † 12. November 2009 ebenda) war eine deutsche Schriftstellerin und Drehbuchautorin, die vor allem für ihr Schaffen in der Kriminalliteratur-Szene der DDR berühmt wurde.
Ihr Berufsleben begann sie als Lehrerin in Magdeburg. Seit 1972 arbeitete sie freischaffend für den Rundfunk und das Fernsehen der DDR. In den 1990er Jahren erschienen Erzählungen und der Roman „Stachel des Skorpions“, der die Geschichte ihrer Mutter erzählt, die vor dem Ersten Weltkrieg als junges Mädchen von Magdeburg nach Afrika aufbrach.

## 1929–1956
Inge Meyers Kindheit wurde von den materiellen Sorgen ihrer Familie und der Machtergreifung durch die Nationalsozialisten geprägt. Für viele Magdeburger bedeuteten die Erfolge der NSDAP aber auch die Verbesserung der eigenen Lebensumstände. So konnten sich Inge Meyers Eltern ein Haus im gerade neu gegründeten Stadtteil Reform kaufen und verbrachten ein relativ ruhiges, kleinbürgerliches Leben. Während große Teile Magdeburgs „arisiert“ wurden und der „Rassenwahn“ immer mehr um sich griff, gelang es den Eltern dennoch, ihrer Tochter einen kritischen Abstand zum Nationalsozialismus zu lehren.
Nach 1945 arbeitete sie als ehrenamtliche Helferin im Christlichen Bahnhofdienst. In den Kruppwerken in Magdeburg absolvierte sie daraufhin eine Ausbildung zur Industriekauffrau. Auf Veranlassung ihres alten Direktors nahm sie danach jedoch eine Neulehrerinnenausbildung auf und übte bis zum Jahr 1956 ihre Tätigkeit als Lehrerin aus. Aufgrund ständiger Konflikte mit der Schulleitung und der daraus entstandenen psychischen Belastung gab sie ihre Karriere letztendlich auf.

## Literarisches Schaffen in der ehemaligen DDR
Ihr erstes Werk war das Hörspiel „Elfenreigen“, das sie für einen Wettbewerb der Zeitschrift „Eulenspiegel“ verfasste. Inge Meyer gewann den Wettbewerb, und ihr Hörspiel wurde zum meistgespielten im Radio. Der Erfolg machte eine Hörspieldramaturgin aufmerksam, die Inge Meyer ermunterte, weitere Hörspiele zu schreiben.
Ihre Stärke lag in realistischen, dramaturgischen Erzählungen. Den Großteil ihres Schaffens widmete sie daher der Kriminalliteratur.
Die ersten beiden Kriminalerzählungen („Die alte Frau am Fenster“ und „Der Mann im Nebel“) von Inge Meyer erschienen in der Blaulicht-Reihe des Verlags „Das Neue Berlin“. Beide Texte waren ein großer Erfolg und verhalfen ihr zur Tätigkeit als Drehbuchautorin für diverse Fernsehproduktionen. Die Kriminalerzählung „Die Vernehmung der Zeugen“ wurde vom Greifenverlag Rudolstadt verlegt, der sich auf Kriminalliteratur spezialisiert hatte. Die Erzählung „Liebe auf Bewährung“ wurde dann wieder im Verlag Das Neue Berlin veröffentlicht, in dem 35 Prozent der gesamten DDR-Kriminalliteratur zu finden waren.
In den Jahren 1972 bis 1991 erschienen 11 Hörspiele (z. B. der Reihe Tatbestand), vier Erzählungen sowie die Drehbücher für sieben Fernsehfilme (für die Serien „Polizeiruf 110“ und „Der Staatsanwalt hat das Wort“). 1987 wurde ihre Erzählung „Die Vernehmung der Zeugen“ von der DEFA unter dem Titel „Vernehmung der Zeugen“ verfilmt.

## 1990–2009
In dem Sammelband „Das seekranke Fräulein“ stehen die Schicksale einsamer Frauenfiguren im Zweiten Weltkrieg im Mittelpunkt. Eine ähnliche Thematik griff Inge Meyer mit ihrem Roman „Stachel des Skorpions“ auf, in dem sie die Erinnerungen ihrer Mutter festhielt, die als junge Frau nach Deutsch-Ostafrika auswanderte. „Mit viel Einfühlungsvermögen und Genauigkeit erzählt Inge Meyer in der „Stachel des Skorpions“ nicht nur die Lebensgeschichte ihrer Mutter, sondern auch einen Teil ihrer eigenen Kindheit in einer schwierigen Zeit im Magdeburg der 1930er und 1940er Jahre“.
Die Stadt Magdeburg ist als Lebensraum für Inge Meyer von sehr großer Bedeutung gewesen. Bis zu ihrem Tod im November 2009 lebte sie zurückgezogen in Magdeburg und widmete sich der schriftstellerischen und literarischen Arbeit mit Jugendlichen und Senioren. Ein Großteil ihres Nachlasses befindet sich im Literaturhaus Magdeburg.

## Werke
- 1982: Die alte Frau am Fenster, Kriminalerzählung, Berlin; Verlag: Das Neue Berlin, roro
- 1983: Der Mann im Nebel, Kriminalerzählung, Berlin; Verlag: Das Neue Berlin
- 1983: Vernehmung der Zeugen, Erzählung, Rudolstadt; Greifenverlag
- 1988: Liebe auf Bewährung, Erzählung, Rudolstadt; Greifenverlag
- 1994: Das seekranke Fräulein, Erzählungen, Oschersleben; Dr. Ziethen Verlag
- 1997: Stachel des Skorpions, Roman; Blaue Äpfel Magdeburg Verlag
- 1972: Elfenreigen, Hörspiel
- 1973: Nachtaufnahme, Hörspiel
- 1974: Was wird aus Angela?, Hörspiel der Reihe Tatbestand
- 1975: Rödelstraße 14, Hörspiel der Reihe Tatbestand
- 1976: Beermann hat ein Herz für jeden, Hörspiel der Reihe Tatbestand
- 1977: Der Spinner, Hörspiel der Reihe Tatbestand
- 1977: Verhör ohne Vertrag, Berlin: Das Neue Berlin
- 1978: Geld für eine Ehe, Hörspiel der Reihe Tatbestand
- 1979: Der reizende Roland, Hörspiel der Reihe Tatbestand